# Lingua nanai
La lingua nanai o nanaj, detta anche gold, goldi, heche, hezhe o hezhen,  è una lingua tungusa parlata in Russia e Cina.

## Distribuzione geografica
Al censimento russo del 2010 risultavano 1.350 locutori, stanziati nel Circondario federale dell'Estremo Oriente, alla confluenza dei fiumi Amur e Ussuri. La lingua è parlata anche in Cina, nella parte nordorientale dello Heilongjiang, dove si stimano 40 locutori.

### Dialetti e lingue derivate
Si distinguono i dialetti akani, birar, kila, kuro-urmi, samagir, sunggari, torgon, ussuri.

## Classificazione
Secondo Ethnologue, la classificazione della lingua nanai è la seguente:
- Lingue altaiche
  - Lingue tunguse
    - Lingue tunguse meridionali
      - Lingue tunguse sudorientali
        - Lingue nanaj
          - Lingua nanai

## Fonologia
Le tavole seguenti mostrano il sistema consonantico e vocalico della lingua nanaï parlata in Russia.

### Vocali
|               | Vocale anteriore | Vocale centrale | Vocale posteriore |
| ------------- | ---------------- | --------------- | ----------------- |
| Vocale chiusa | i                |                 | u                 |
| Vocale media  | ɪ                | ə               | o                 |
| Vocale aperta |                  | a               |                   |

### Consonanti
|                             | Consonante bilabiale | Consonante dentale | Consonante laterale | Consonante palatale | Consonante velare |
| --------------------------- | -------------------- | ------------------ | ------------------- | ------------------- | ----------------- |
| Consonante occlusiva sorda  | p                    | t                  |                     | k                   |                   |
| Consonante occlusiva sonora | b                    | d                  |                     |                     | g                 |
| Consonante fricativa sonora |                      |                    |                     |                     |                   |
| Consonante fricativa sorda  |                      | s                  |                     |                     | x                 |
| Consonante affricata sorda  |                      |                    |                     | t͡ʃ                  |                   |
| Consonante affricata sonora |                      |                    |                     | d͡ʒ                  |                   |
| Consonante nasale           | m                    | n                  |                     | ɲ                   | ŋ                 |
| Consonante liquida          |                      | r                  | l                   |                     |                   |
| Semivocale                  | w                    |                    |                     | j                   |                   |

## Sistema di scrittura
Per la scrittura si usa l'alfabeto cirillico.